# Кефалохори
Кефалохори (грч. Κεφαλοχώρι) је насељено место у општини Доња Џумаја у периферији Средишња Македонија, Грчка. Према попису из 2021. године било је 57 становника.
Према бугарском географу и историчару, Василу Канчову, у Кефалохорију је 1900. године живело 110 Турака. Године 1924. турско становништво је принудно исељено у Турску а на њихово место је насељено 28 грчких избегличких породица, којих је на попису из 1928. године било 162. Село се раније звало Башкој.